# Тертл Лејк (Монтана)
Тертл Лејк (енгл. Turtle Lake) насељено је место без административног статуса у америчкој савезној држави Монтана.

## Демографија
По попису из 2010. године број становника је 209, што је 15 (7,7%) становника више него 2000. године.
| Група             | 2000.     | 2010.      |
| Белци             | 15 (7,7%) | 39 (18,7%) |
| Афроамериканци    | 0 (0,0%)  | 0 (0,0%)   |
| Азијати           | 0 (0,0%)  | 2 (1,0%)   |
| Хиспаноамериканци | 6 (3,1%)  | 5 (2,4%)   |
| Укупно            | 194       | 209        |